# Klaus Buciek
Klaus Buciek (* 6. Mai 1952; † 18. Mai 2011) war ein deutscher Jurist. Er war von 1998 bis 2011 Richter am Bundesfinanzhof.

## Leben und Wirken
Buciek trat nach Abschluss seiner juristischen Ausbildung 1983 in den Dienst der nordrhein-westfälischen Finanzverwaltung ein. Seit 1986 war er Richter am Finanzgericht Köln. Buciek war promoviert.
Mit der Ernennung zum Richter am Bundesfinanzhof im April 1998 wies das Präsidium Buciek dem vornehmlich für Körperschaftsteuer, Gewerbesteuer und das Umwandlungssteuerrecht von Körperschaften zuständigen I. Senat zu.